# Vieni avanti Kiss Kiss
Vieni avanti Kiss Kiss era un programma radiofonico che andava in onda su Radio Kiss Kiss. Era condotto da Marco Baldini. 
Accompagnavano alla conduzione di Baldini: Stefania Lillo (la moglie) con Alessandro Lillo, Valerio De Filippis, Francesca Manzini e Mauro Convertito con la regia di Alfredo Porcaro.
Il programma era in onda dalle 10:00 alle 13:00 dal lunedì al venerdì e dalle 09:00 alle 12:00 la domenica.